# Fenimore Chatterton
Fenimore Chatterton (21 de Julho de 1860 - 9 de Maio de 1958) foi um empresário, político e advogado americano. Foi o sexto Governador do Wyoming de 28 de Abril de 1903 até 2 de Janeiro de 1905.

## Biografia
Chatterton nasceu no Condado de Oswego, Nova York, mas foi criado em Washington, D.C.. Frequentou a Universidade George Washington, e também na Escola Normal Estadual Millersville em Lancaster, Pensilvânia. Em 1878, mudou-se para Sheridan, no Território de Wyoming, e estabeleceu-se como empresário. Formou-se em direito pela Universidade de Michigan em 1892. Chatterton casou-se com Stella Wyland Chatterton.

## Carreira
Em 1888, começou sua carreira política concorrendo com sucesso a tesoureiro e juiz de paz do Condado de Carbon. Exerceu em duas classes da Assembleia Legislativa do Wyoming de 1890 até 1893. Foi o presidente do Partido Republicano do Wyoming de 1893 até 1894.
Em 1898, foi eleito Secretário de Estado, mas seu mandato foi interrompido pela morte do Governador DeForest Richards em 1903, levando-o ao cargo de governador. Chatterton foi governador de 28 de Abril de 1903 até 2 de Janeiro de 1905. Foi durante o mandato de Chatterton como Governador que ocorreu o enforcamento de Tom Horn; especula-se que o fracasso de Chatterton em ganhar a reeleição como governador em 1905 foi o resultado de sua recusa em comutar a sentença de morte de Horn. Chatterton não foi nomeado por seu partido para ocupar o cargo de governador na eleição de 1904, mas continuou a exercer como Secretário de Estado até que seu mandato acabou em 1907.
Após o término de seu mandato como Secretário de Estado, Chatterton não voltou a ocupar cargos públicos. Criou um escritório de advocacia privado, do qual se aposentou em 1932.

## Morte e legado
Chatterton morreu no dia 9 de Maio de 1958 e está sepultado no Cemitério Lakeview em Cheyenne, Wyoming. Era Episcopal e membro da Ordem Maçônica dos Cavaleiros Templários.
Chatterton foi creditado como o primeiro a anunciar Wyoming (canção) como o hino oficial do estado, durante a Convenção Industrial em 1903. A canção foi posteriormente endossada como o hino oficial pela associação de imprensa do estado, pela convenção industrial do estado e pela universidade estadual.